# Oleh Barannik
Oleh Vasyljovyč Barannik (in ucraino Олег Васильович Бараннік?; Semenivka, 20 marzo 1992) è un calciatore ucraino, attaccante svincolato.

## Carriera

### Club
Ha giocato nella prima divisione ucraina.

### Nazionale
Nel 2012 ha giocato una partita nella nazionale ucraina Under-20.